# Дім Слів
Дім слів (пол. Dom Słów), раніше Музей Друкарства — мистецький та освітній осередок, відкритий 3 жовтня 2014 року у приміщенні будинку на вулиці Жмігруд 1 у Любліні. Заклад створено на базі Музею Друкарства, який, в свою чергу, було відкрито в 2007 році, коли приміщення, в яких раніше знаходився Музей, було віддано осередку «Брама Гродська — Театр NN».
Дім слів був створений задля популяризації значення слова у культурі та суспільному житті, а також для поглиблення знань про історію люблінського друкарства.

## Історія місця
Старовинний будинок на вулиці Жмігруд 1 примикає до будівлі за адресою Крулевська 17, яка була раніше палацом Потія, зведеним у XVII столітті віленським воєводою Людовиком Потієм.

### Друкарня «Популярна»
У 1932—1951 роках на вулиці Жмігруд 1 діяла друкарня «Популярна». Її заснували двоє друкарів — Олександр Міхальський та Юзеф Рибінський. Тут, серед інших, друкували свої твори Юзеф Лободовський та Францішка Арнштайнова.
Під час окупації друкарня виконувала замовлення німецької влади, але в 1943 році друкарі розпочали співпрацю з польським підпіллям. У березні 1944 року після доносу дочки одного з друкарів майже всіх було заарештовано і відправлено до в'язниці на території люблінського замку. 3 червня того ж року їх розстріляли на Майданеку. Коли Червона армія увійшла до Любліна, Софія Міхальська — вдова Олександра Міхальського — відновила друкарню і керувала нею до 1951 року. Потім комуністична влада перетворила друкарню «Популярна» на «Спілку книгодруковців-палітурників», а згодом на «Інтрограф», який діяв до 1972 року.

### Музей Традицій Люблінського друкарства
Створення музею відбулось на межі 1972/1973 років. У той час Францишек Павєльський, керівник друкарні «Інтрограф», разом із заступником з технічних питань Владіславом Білецьким, виступили з ініціативою створити музей на базі старих приміщень з використанням існуючого історичного обладнання. Проте через зміну влади розпочалися проблеми із фінансуванням і поступово музей перетворився на руїни, а у неопалюваних та вологих приміщеннях завелися щури.
У 2007 році заклад передали Осередку «Брама Гродська — Театр NN» і одразу після цього було прийнято рішення про виділення коштів на оновлення приміщень та машин. Вже у 2008 році було відкрито друкарню, а 3 жовтня 2014 року на базі Музею Друкарства було засновано Дім Слів.

## Діяльність

### Музей Друкарства
На базі Музею Друкарства популяризуються знання про історію друкарського мистецтва в Любліні, а також зберігаються антикварні друкарські машини.
Він складається з 6 майстерень, в кожній з яких організовуються майстер-класи для відвідувачів:

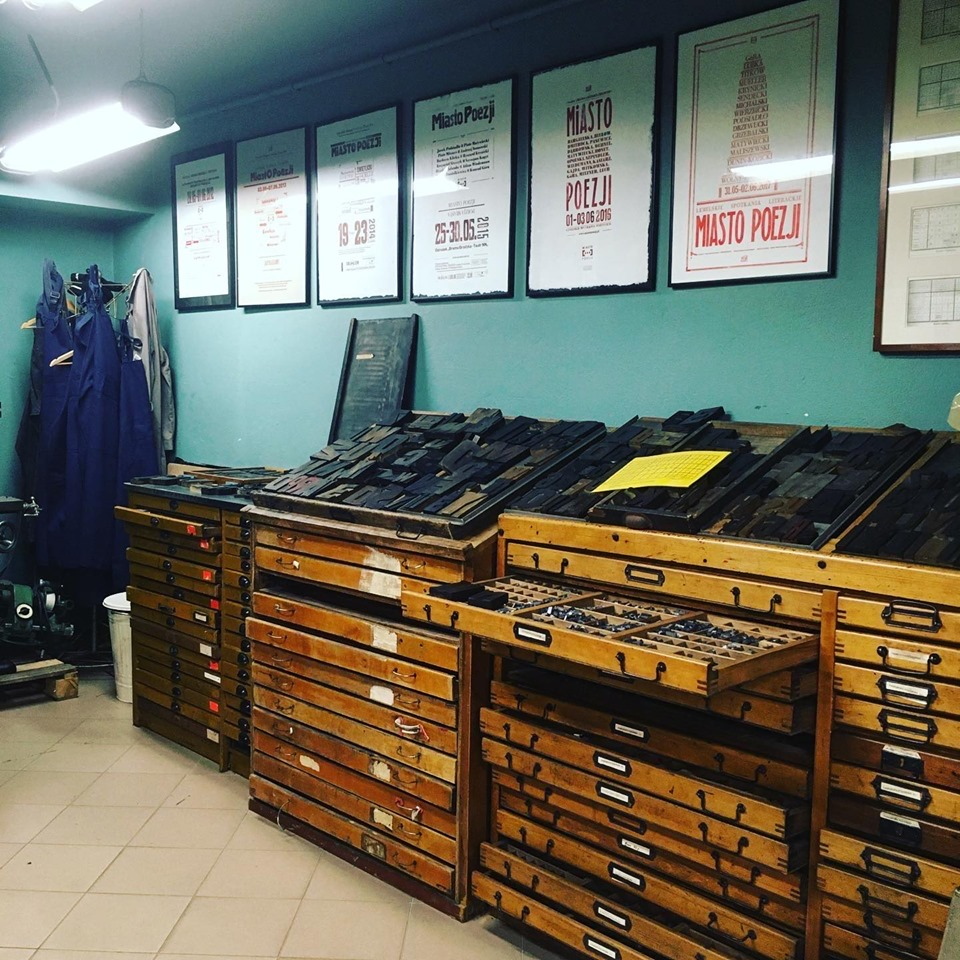
Набірний цех в Домі Слів

- друкарня, обладнана антикварними машинами, значна частина яких збереглася ще з часів друкарні «Популярна». Серед машин, які використовуються, є і Планета Фіксія[6];
- набірний цех[pl] , що займається виробництвом матриць для друку;
- майстерня, де виготовляються палітурки та оздоблювальні матеріали;
- папірня, де створюють папір ручної роботи;
- майстерня літографії, створена для вшанування історії цього мистецтва. Станом на 2020 рік її діяльність призупинено;
- майстерня, де займаються гравіюванням на міді. Станом на 2020 рік її діяльність призупинено.

### Виставки

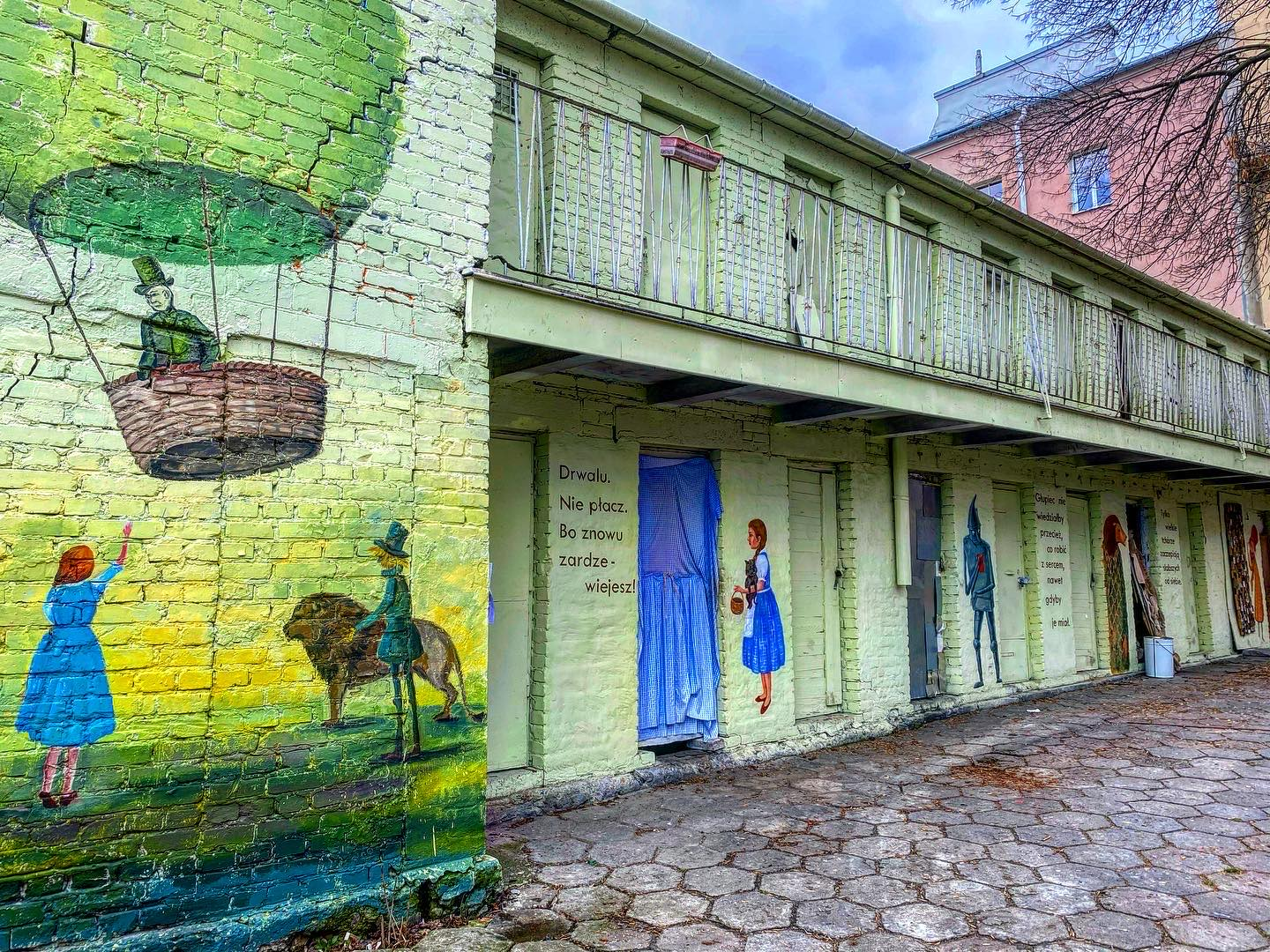
Подвір'я Дому Слів

У Домі Слів діє постійна виставка друкарських машин та виставка «Сила вільного слова», на якій представлені журнали, книги, а також фрагменти кінофільмів, які пов'язані з друкарями та розкривають історію підпільного друку. Також організовуються тимчасові виставки, як, наприклад, «Подвір'я» — проект, в рамках якого подвір'я Дому Слів щороку розмальовують в стилі різних казок та книг.

### Фестивалі
Місто поезії — щорічний фестиваль, спрямований на популяризацію літератури і особливо люблінських поетів. Покровителем фестивалю став Юзеф Чехович. Фестивальні заходи організовуються на вулицях, міських площах та в приватних квартирах. Зазвичай це зустрічі з поетами, майстер-класи та оздоблення міського простору (наприклад сходів і стін будівель) віршами.
Головною ідеєю фестивалю «Малі історії» є популярізація мистецтва розповідання історій. Кожен сезон фестивалю є також підсумком тематичного конкурсу оповідань. Гостями фестивалю є журналісти, репортери, письменники та актори.
Міжнародний фестиваль «Зустрічі з оповідачами світу» існує з 2012 року. Це серія щорічних презентацій оповідачів із різних куточків Європи та світу. Під час фестивалю організовуються спектаклі різними мовами та зустрічі з майстрами оповіді.
Ще один фестиваль під егідою Дому Слів має назву «TypoLub» — це цикл зустрічей, присвячений типографії та прикладній графіці. Фестиваль дає можливість краще зрозуміти зв'язок між традиційним носієм, який друкує, та новими техніками цифрової типографії.

### Видавництво
Невід'ємною частиною діяльності Дому Слів та Осередку «Брама Гродська — Театр NN» є видавнича справа. Вона включає в себе публікацію історичних та літературних монографій, пов'язаних з культурною спадщиною Любліна та Люблінського регіону. Першим видавничим циклом був «Scriptores» — продовження щоквартального випуску «Scriptores Scholarum», що видавався до 2000 року.
Видавництво також використовує ресурси друкарні, особливо при створенні акцидентних друкованих робіт, які в основному використовуються для промоції заходів, організованих Домом Слів та Осередком «Брама Гродська — Театр NN».